# Karl-Heinz Rotte

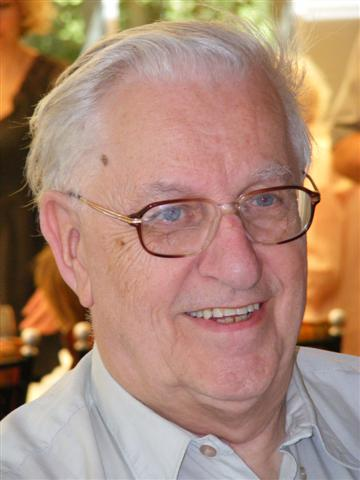
Karl-Heinz Rotte

Karl-Heinz Rotte (* 18. Oktober 1933 in Pasewalk; † 7. Februar 2021 in Berlin) war ein deutscher Radiologe.

## Leben
Als Sohn des Arztes Christoph Rotte und seiner Frau Anna besuchte Karl-Heinz Rotte die Schule in Pasewalk bis zum Abitur 1953. Im gleichen Jahr begann er das Studium der Humanmedizin an der Humboldt-Universität Berlin. Nach dem Staatsexamen Januar 1959 promovierte er im gleichen Jahr zum Dr. med. Von 1959 bis 1962 war er im Kreiskrankenhaus Prenzlau tätig. 1962 wechselte Rotte an die Robert-Rössle-Klinik der Deutschen Akademie der Wissenschaften zu Berlin und arbeitete bei Hans Gummel und Stephan Tanneberger. Die Facharztausbildung erfolgte im Bereich Radiologie unter H.-J. Eichhorn. 1967 wurde er Facharzt für Röntgendiagnostik und Strahlentherapie. 1974 habilitierte er sich im Fach Röntgendiagnostik. Von 1977 bis 1980 war er Chefarzt der Röntgenabteilung im Forschungsinstitut für Lungenkrankheiten und Tuberkulose (Direktor: Paul Steinbrück) in Berlin-Buch. 1980 kehrte er in die Robert-Rössle-Klinik als Leiter der neu gegründeten Abteilung für Computertomographie zurück.
Von 1984 bis 1986 arbeitete er als Chairman des Department of Diagnostic Radiology im Kuwait Cancer Control Center
(KCCC) im Emirat Kuwait.
1987 wurde er zum Professor für Diagnostische Radiologie an der Akademie der Wissenschaften der DDR ernannt. Von 1986 bis 1996 war er Leiter der Röntgendiagnostik in der Robert-Rössle-Klinik, die seit 1992 zur Berliner Humboldt-Universität gehört. Rotte war Mitglied der Gesellschaft für Medizinische Radiologie der DDR, dort zeitweise auch im Vorstand, der Deutschen Röntgengesellschaft und der Berlin-Brandenburgischen Röntgengesellschaft.

## Wissenschaft
Rotte arbeitete an Methoden zur computerunterstützten Röntgendiagnostik unter Verwendung von mathematisch-statistischen Diagnosemodellen. Bei der praktischen Anwendung konnte er nach Analyse von Röntgenthoraxaufnahmen eine deutliche Verbesserung der diagnostischen Treffsicherheit bei Lungentumoren erreichen. Erstmals publizierte er zu diesem Thema 1974 in der Zeitschrift Fortschritte auf dem Gebiet der Röntgenstrahlen und Nuklearmedizin. Diese Arbeiten wurden 1975 von der Akademie der Wissenschaften mit der Meissner Leibniz-Medaille und 1976 mit dem Walter-Friedrich-Preis der Gesellschaft für Medizinische Radiologie der DDR ausgezeichnet. Die erarbeitete Methode konnte später auch bei anderen Tumorlokalisationen erfolgreich angewendet werden. Weitere Schwerpunkte der Arbeit von Karl-Heinz Rotte lagen in der Diagnostik nichttumuröser Lungenerkrankungen sowie der computertomographischen Diagnostik von thorakalen, abdominalen sowie Knochen- und Weichteiltumoren. Zahlreiche Vorträge auf nationalen und internationalen Tagungen sowie mehr als 200 Publikationen, zwei Monographien und mehrere Buchbeiträge gehörten zu seinen wissenschaftlichen Aktivitäten.

## Veröffentlichungen
- Dissertation: Zur operativen Behandlung von Leistenbrüchen im Kindesalter.
- Habilitationsschrift: Differentialdiagnose: Die röntgenologische Diagnose und Differenzdiagnose des peripheren Bronchialkarzinoms unter Anwendung der EDV als Diagnosehilfe.
- Computerunterstützte Röntgendiagnostik am Beispiel peripherer Lungenprozesse. Akademie-Verlag, Berlin 1977.
- Computertomographie in der onkologischen Diagnostik. Akademie-Verlag, Berlin 1990.

| Personendaten    | Personendaten       |
| ---------------- | ------------------- |
| NAME             | Rotte, Karl-Heinz   |
| KURZBESCHREIBUNG | deutscher Radiologe |
| GEBURTSDATUM     | 18. Oktober 1933    |
| GEBURTSORT       | Pasewalk            |
| STERBEDATUM      | 7. Februar 2021     |
| STERBEORT        | Berlin              |